# Évry (Yonne)
Évry település Franciaországban, Yonne megyében. Lakosainak száma 398 fő (2022. január 1.). Évry La Chapelle-sur-Oreuse, Cuy és Gisy-les-Nobles községekkel határos.

## Népesség
A település népességének változása:
| Lakosok száma | 376  | 388  | 393  | 386  | 386  | 390  | 393  | 391  | 398  |
|               | 2013 | 2015 | 2016 | 2017 | 2018 | 2019 | 2020 | 2021 | 2022 |